# 龍田川站
龍田川站（日语：／ Tatsutagawa eki */?）是位於奈良縣生駒郡平群町吉新四丁目3番32號，近畿日本鐵道的生駒線車站。車站編號為G25。

## 歷史
- 1926年（大正15年）10月21日 - 信貴生駒電鐵（日语：信貴生駒電鉄）山下站（現時：信貴山下站）至元山上口站之間開通，此站啟用。當時為臨時車站，方便秋天觀看楓葉與採摘蘑菇的乘客使用[2][3]。
- 1930年（昭和5年）12月19日 - 從臨時車站升級至常置車站[3]。
- 1964年（昭和39年）10月1日：近畿日本鐵道與信貴生駒電鐵合併。成為近鐵生駒線車站[4]。
- 2007年（平成19年）4月1日 - 車站可以使用PiTaPa[5]。
- 2012年（平成24年）12月21日 - 與元山上口站和勢野北口站同日成為無人車站。

## 車站構造
此站是地面車站，設有1面1線的單式月台。前往王寺方向的列車會開啟左邊車門。前往生駒方向和王寺方向的列車停靠在同一月台。月台可容納4卡車廂。
此站是由王寺站管理的無人車站。此站設有可支援PiTaPa、ICOCA的自動閘機和自動補票機（支援回數票卡和IC卡增值服務）。

## 在此站上下車人次
以下列出近年來1日中上下車人次：
- 2018年11月13日：1,867人
- 2015年11月10日：2,095人
- 2012年11月13日：2,147人
- 2010年11月9日：2,213人
- 2008年11月18日：2,383人
- 2005年11月8日：2,600人

## 車站周邊

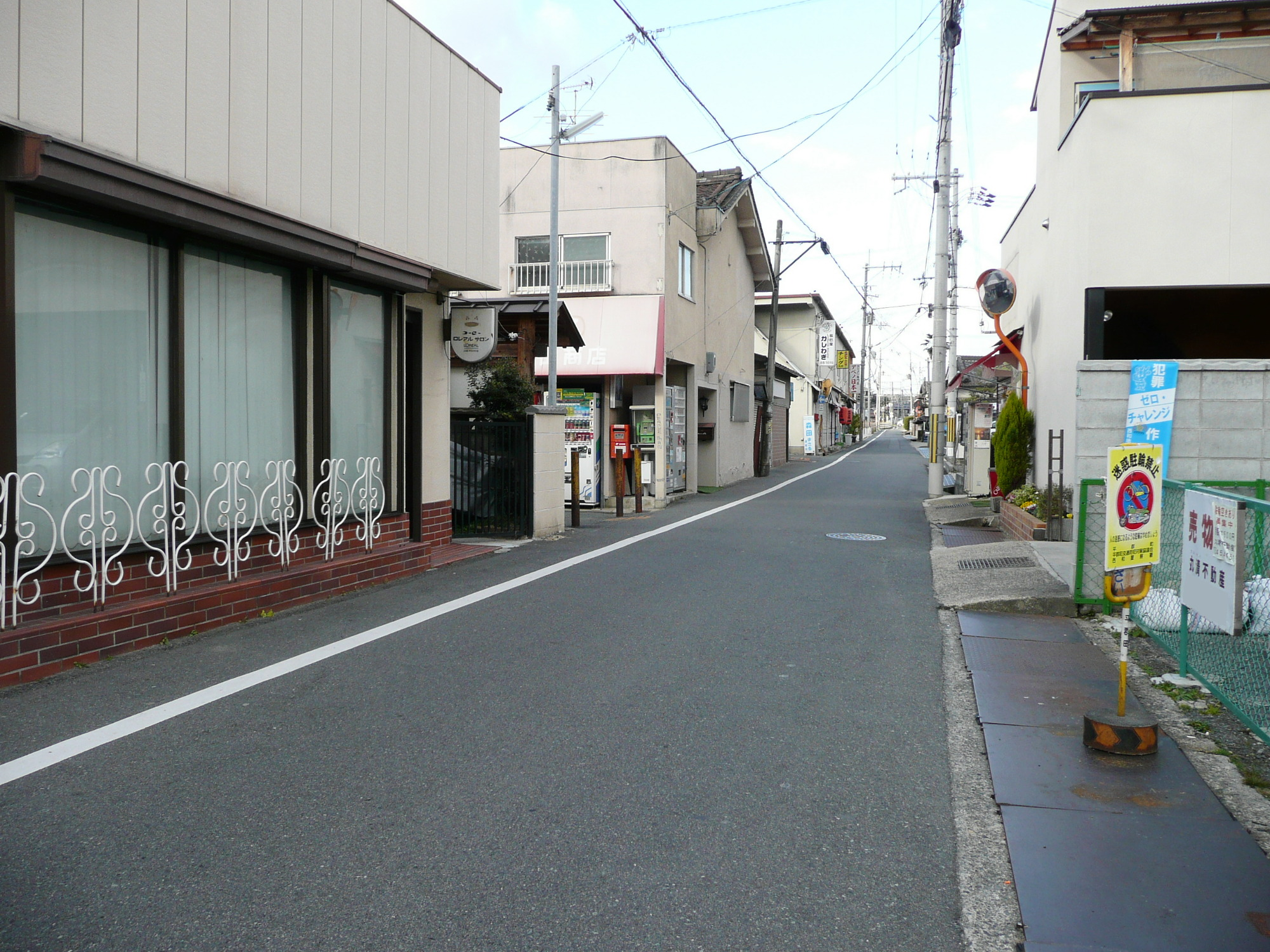
站前通（北邊）

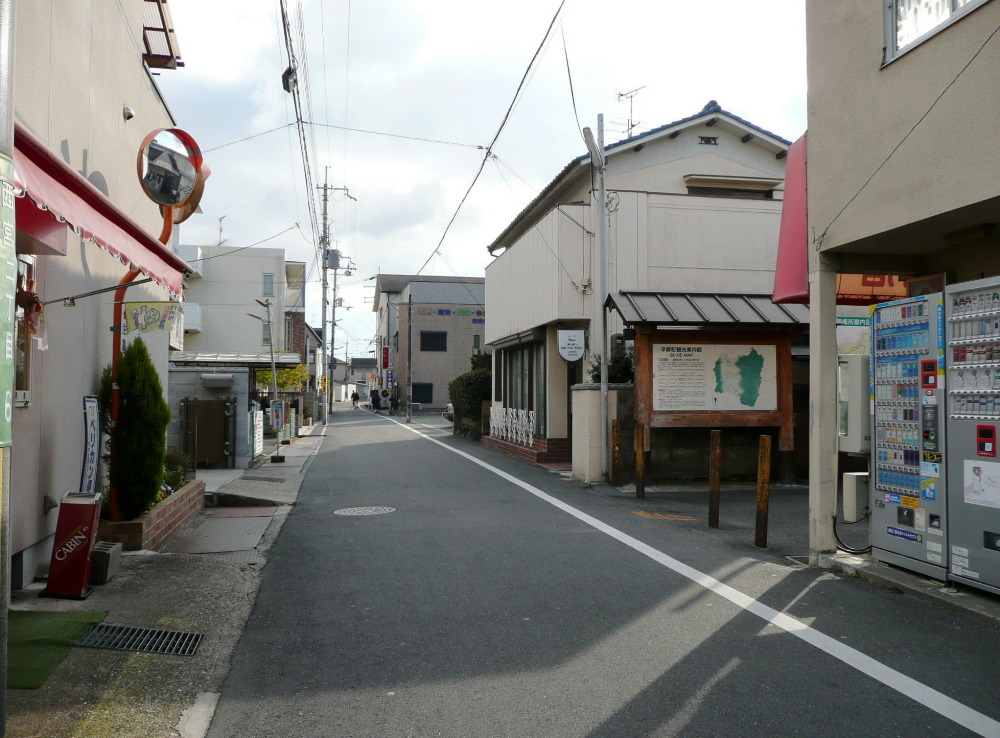
站前通（南邊）

車站東邊約200米處設有龍田川，車站取自該川。該龍田川在在原業平著名的和歌中寫出該處為紅葉的勝地。
另外，車站附近設有烏土塚古墳與戰國時代的武將島左近的山城——椿井城城蹟等遺蹟。
在1960年代，隨著附近發展住宅區，使該處人口增加，車站的使用人次也增加。在1988年（昭和63年）11月，近鐵發表1日的上下車人次為4,125人。
- 龍田川[1]（在古今和歌集、百人一首和落語中登場）
- 烏土塚古墳[1]
- 椿井城（日语：椿井城）城蹟[1]
- 消渇神社[1]
- 平群町立平群南小學
- 平群西宮郵局
- 道之驛大和路平群（日语：道の駅大和路へぐり）
- Prism平群（平群町立保健中心）
- 鹿Coop（日语：市民生活協同組合ならコープ）龍田川
- 萬代 椿井店

## 相鄰車站
近畿日本鐵道
 生駒線
平群（G24）－龍田川（G25）－勢野北口（G26）

## 注腳
1. 1 2 3 4 5 6 7 8 9  塩路佳子. . 毎日新聞 (毎日新聞社). 2015-05-12 （日语）.
2. ↑  《信貴生駒電鉄社史》近畿日本鐵道，1963年，22頁
3. 1 2  《信貴生駒電鉄社史》近畿日本鐵道，1963年，116頁
4. ↑  曾根悟（監修）. . 週刊朝日百科. 2号 近畿日本鉄道 1. 朝日新聞出版. 2010-08-22: 18. ISBN 978-4-02-340132-7 （日语）.
5. ↑   (pdf) (新闻稿). 近畿日本鐵道. 2007-01-30  [2016-03-13]. （原始内容存档 (PDF)于2016-08-07） （日语）.
6. ↑  駅別乗降人員 生駒線 （页面存档备份，存于）（日語） - 近畿日本鐵道

## 外部連結
- 龍田川 - 近畿日本鐵道（日語）